# Will Downing
Will (Wilfred) Downing (Bed-Stuy (Brooklyn), 29 november 1965) is een Amerikaanse soul- en house-zanger en songwriter.

## Biografie
Eind jaren 1970 tot midden jaren 1980 was Will Downing achtergrondzanger bij onder andere Billy Ocean, Nona Hendryx, Rose Royce, Daryl Payne, Marc Sadane, Warp 9 en Jennifer Holliday. Midden jaren 1980 werd hij als soulzanger ontdekt door Arthur Baker en deze verplichtte hem voor zijn band Wally Jump jr. and the Criminal Element. In 1988 kreeg Downing een solocontract bij Island Records en nam hij zijn debuutalbum Will Downing op, dat werd geproduceerd door Arthur Baker. De doorbraak lukte met de single A Love Supreme, een gezongen versie van de jazzklassieker van John Coltrane. In 1989 volgde een coverversie van Where Is the Love? in duet met de Britse soulzangeres Mica Paris, die hij zelf produceerde. Het tweede album Come Together as One verscheen in hetzelfde jaar.
Op het derde album A Dream Fulfilled uit 1991 waren jazzinvloeden te horen en kwam er een coverversie van The World Is a Ghetto, een tophit van de funkband War uit 1972. Met verdere albumpublicaties (Pleasures of the Night, All the Man You Need, Sensual Journey, Emotions, Christmas, Love and You en Soul Symphony) had Will Downing tot 2005 in het Verenigd Koninkrijk en in de Verenigde Staten successen in de r&b-hitlijst.
In 2006 werd bij Downing polymyositis geconstateerd, een ziekte die spieren en ledematen verzwakt. Daarom moest hij zijn album After tonight (2007) inzingen in de rolstoel. In 2009 werd het album Classique uitgebracht. Een jaar later, in september 2010, volgde Lust, Love & Lies (An Audio Novel) en tevens het vijftiende studioalbum. Tot 2015 verschenen drie verdere studioproducties: Silver (2013), Euphoria (2014) en Chocolate Drops (2015).

## Privéleven
Downing is getrouwd met de Amerikaanse zangeres Audrey Wheeler.

## Discografie

### Singles
- 1986: (I Want to Go To) Chicago (R. T. & the Rockmen Unlimited Featuring Will & Craig)
- 1988: A Love Supreme (auteur en origineel: John Coltrane, 1964)
- 1988: Free (origineel: Deniece Williams, 1976)
- 1988: In My Dreams
- 1988: Sending Out an S. O. S.
- 1989: Test of Time
- 1989: Where Is the Love? (met Mica Paris) (origineel: Roberta Flack & Donny Hathaway, 1972)
- 1990: Come Together as One
- 1990: Wishing on a Star
- 1991: Don’t Make Me Wait
- 1991: I Go Crazy (auteur en origineel: Paul Davis, 1970)
- 1991: I Try (auteur en origineel: Angela Bofill, 1979)
- 1991: Something’s Going On
- 1991: The World Is a Ghetto
- 1991: The World Is a Ghetto (origineel: War, 1972)
- 1993: Do You Still Love Me (origineel: David Peaston, 1991)
- 1993: There's No Living Without You
- 1994: Break Up to Make Up (origineel: The Stylistics, 1972)
- 1994: Nothing Has Ever Felt Like This (Rachelle Ferrell feat. Will Downing)
- 1995: Sorry, I
- 1996: Just to Be with You
- 1997: All About You
- 1998: Pleasures of the Night
- 1999: I Can't Make You Love Me
- 2002: Cool Water (promo)
- 2003: A Million Ways
- 2005: Crazy Love
- 2007: After Tonight
- 2009: Love Suggestions
- 2009: Something Special
- 2010: Glad I Met You Tonight
- 2012: One Step Closer

### Studioalbums
- 1988: Will Downing
- 1989: Come Together as One
- 1991: A Dream Fulfilled
- 1993: Love's the Place to Be
- 1995: Moods
- 1997: Invitation Only
- 1998: Pleasures of the Night (met Gerald Albright)
- 2000: All the Man You Need
- 2002: Sensual Journey
- 2003: Emotions
- 2004: Christmas, Love and You
- 2005: Soul Symphony
- 2007: After Tonight
- 2009: Classique
- 2010: Lust, Love & Lies (An Audio Novel)
- 2012: Today (ep)
- 2013: Silver
- 2014: Euphoria
- 2015: Chocolate Drops

### Compilaties
- 1999: You Sure Love to Ball (met Brian McKnight, Chico DeBarge, Montell Jordan, Gerald Levert en Joe Thomas)
- 2002: Greatest Love Songs
- 2002: A Love Supreme: The Collection

### Ep's
- 1990: The Remix E. P.
- 2011: Yesterday
- 2012: Today
- 2012: Tomorrow

- Biblioteca Nacional de España: XX1574602
- Bibliothèque nationale de France: cb13982055j (data)
- Gemeinsame Normdatei: 134599535
- International Standard Name Identifier: 0000 0001 1473 5786
- Library of Congress Control Number: n92004707
- MusicBrainz: 29945238-4232-4755-8feb-a8d3bd242e00
- Nationale Bibliotheek van Tsjechië: xx0100952
- Nationale Bibliotheek van Israël: 987007395557105171
- Virtual International Authority File: 61740443
- WorldCat: E39PBJh4rTGwbr4CrDHdPKc3wC